# Heinkel He 177
Heinkel He 177 Greif ((tysk): Grif) var et langdistance-bombefly fra Luftwaffe. Det var det eneste tunge bombefly, der blev anvendt i større omfang af Tyskland under 2. verdenskrig. Flyet var berygtet for sine mange børnesygdomme, bl.a. havde motorerne en katastrofal tendens til at bryde i brand, især på de tidlige versioner af maskinen.
Et særegent træk ved flyet var, at dets fire motorer var sat sammen parvis, og ved hjælp af en kompliceret kraftoverføring drev de to enorme 4-bladede propeller (4,5 m ø)
- Wikimedia Commons har flere filer relateret til Heinkel He 177

| Luftfart | Spire Denne artikel om flyvning er en spire som bør udbygges. Du er velkommen til at hjælpe Wikipedia ved at udvide den. |